# 埃丝特拉·罗德里格斯
埃丝特拉·罗德里格斯（西班牙語：Estela Rodríguez，1967年11月17日—2022年4月10日），古巴女子柔道运动员。她曾代表古巴参加1992年和1996年夏季奥林匹克运动会柔道比赛，获得二枚银牌，均来自女子72公斤以上级项目。